# Harmony (film, 2022)
Pour les articles homonymes, voir Harmony.
Pour plus de détails, voir Fiche technique et Distribution.
Harmony est un court métrage de science-fiction français réalisé par Céline Gailleurd et Olivier Bohler et sorti en 2022.
Le film est lauréat de la Résidence SoFilm de Genre en 2018, organisée par le magazine So Film, en association avec les régions Grand Est et PACA, le Centre national du cinéma et de l'image animée (CNC), Canal+ et SACEM.

## Synopsis
Quelque part dans les montagnes. Lalou et Clara, deux jeunes bergers, vivent seuls dans les montagnes avec leurs moutons. Lalou doit bientôt partir pour une guerre qu'il ne veut pas faire. Au petit matin, il se rend dans un étrange hôtel, perdu au milieu de la forêt. Là, il rencontre en secret Harmony, une androïde sexuelle qui le fascine.

## Fiche technique
- Titre original : Harmony
- Réalisation : Céline Gailleurd et Olivier Bohler
- Scénario : Céline Gailleurd et Olivier Bohler
- Casting : Antoine Carrard
- Effets spéciaux : Thierry Delobel, Jérôme Binckly, Brice Vincent
- Décors : Delphie Lequoy
- Costumes : Frédéric Cambier, Hélène Landat
- Maquillage : Lucie Schosseler
- Photographie : Denis Gaubert
- Montage : Louise Jaillette
- Musique : Jocelyn Robert
- Producteurs délégués : Raphaël Millet, Diamantine Ghariani
- Coproducteurs : Antonin Dedet, Abdelhadi El Fakir, Paul Fabre
- Sociétés de production : Nocturnes Productions,  Artemis Productions, Neon Productions, Les Melvilliens
- Sociétés de distribution : Premium Films
- Pays d'origine : France
- Langue : français
- Genre : Science-fiction
- Durée : 25 min
- Dates de sortie : 2022

## Distribution
- Anthony Bajon dans le rôle de Lalou
- Alma Jodorowsky dans le rôle de Harmony
- Noée Abita dans le rôle de Clara
- Grégoire Colin dans le rôle de Coppélius

## Festivals
- Résidence SoFilm de Genre – Région Grand Est, CNC, Canal+, SACEM (2018)
- Festival du nouveau cinéma de Montréal[2] (2022)
- Festival Les Nuits Meds[3] (2022)
- Festival du Film Insolite Rennes le Château[4] (2022)
- Festival Court métrange (Rennes)[5] (2022)
- Le Festival européen du film fantastique de Strasbourg[6] (2022)
- Filmoramax (Lyon)[7] (2022)
- Festival Tous Courts (Aix-en-Provence)[8] (2022)
- Festival international du film de Varsovie[9] (2022)
- Festival Paris Courts Devant[10] (2023)
- Festival du court métrage de Clermont-Ferrand[11] (2023)